# Facklitteratur

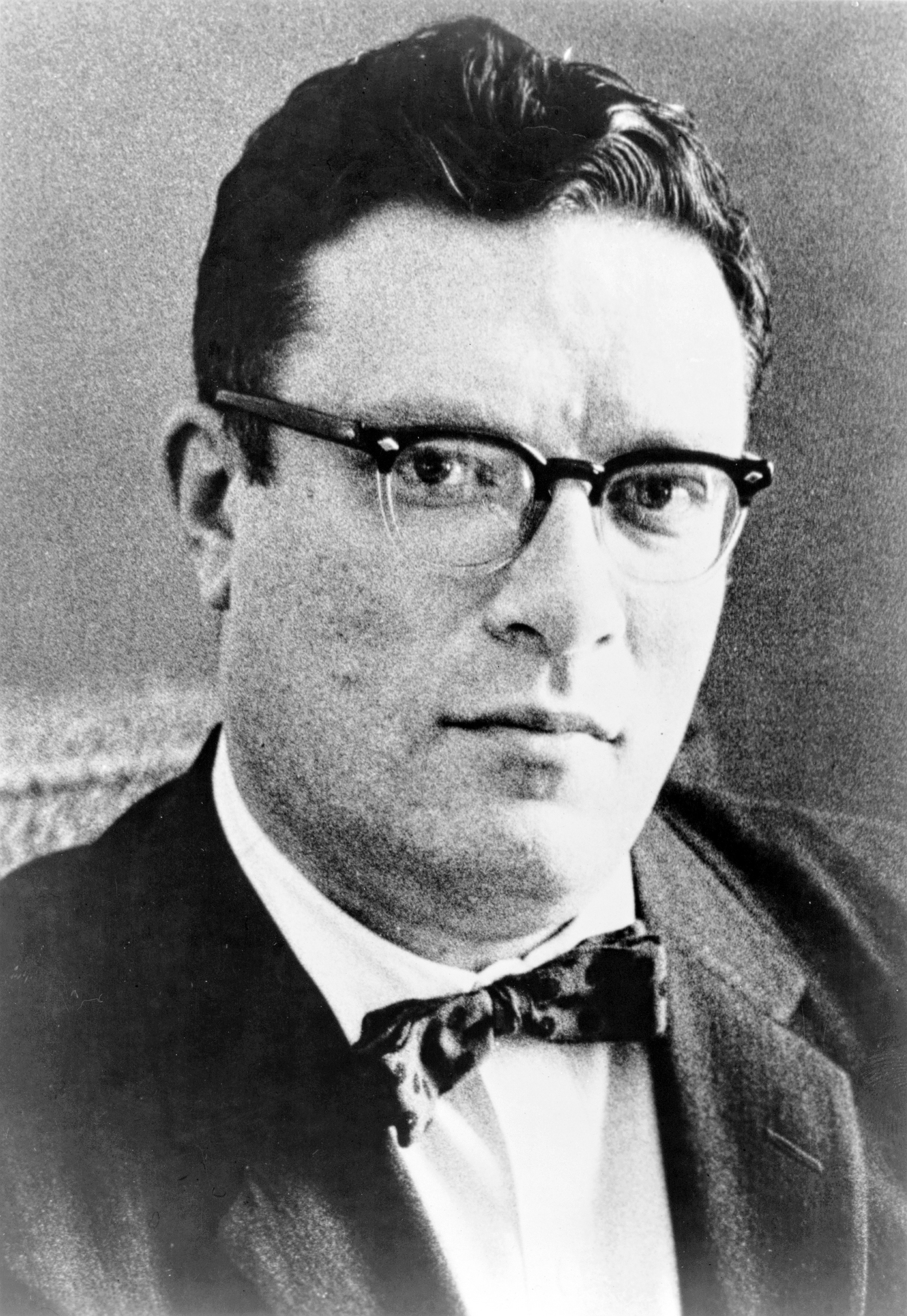
En produktiv facklitterär författare var Isaac Asimov, här porträtterad 1965.

Facklitteratur är texter som innehåller fakta, information och instruktioner snarare än fiktion. Motsatsen är skönlitteratur. Facklitteratur är jämte skönlitteratur en av de två övergripande genrerna inom litteraturen. Facklitteratur kan till exempel vara inriktad på ett vetenskapligt område, men även biografisk eller resonerande.
Facklitteratur kallas också sakprosa. "Sakprosa" betecknar även den stil som eftersträvas i facklitteratur.
I svenska bibliotek klassificeras facklitteratur under alla signum utom H, som är reserverad för skönlitteratur. (Se även SAB, bibliotekens klassifikationssystem.)

## Genrer
Facklitteratur kan indelas i undergenrer. Essäer, dagböcker, uppsatser, biografier, manualer, och journalistik är några exempel på facklitteratur. Fiktion inom något av dessa områden anses i regel vara ohederligt. 
Däremot finns det verk som kan vara antingen facklitteratur eller skönlitteratur, såsom brev, tidningsartiklar, berättelser, webbplatser, tal, och reseberättelser. Även om de oftast mestadels tillhör den ena eller den andra sorten är det inte ovanligt att blanda lite, framför allt att krydda facklitteratur med lite fiktion.
Hur texter som har drag av både sakprosa och skönlitteratur skall klassificeras har bedömts olika.  Det finns facklitteratur med skönlitterära kvaliteter, till exempel konstnärligt utformad essäistik. Professorn i sakprosaforskning Johan Tønnesson har därför föreslagit att sakprosan indelas i "litterär sakprosa" och "funktionell sakprosa".  Professor emeritus i litteraturvetenskap Arne Melberg har å andra sidan hävdat att genreindelningen i sakprosa och skönlitteratur blir allt mer ofruktbar allteftersom texter som överskrider genregränserna blir mer dominerande i litteraturutgivningen.
Genren sakprosa/facklitteratur motsvaras på engelska av den negativa uteslutningsdefinitionen "non-fiction", och på tyska av "Sachliteratur".

## Stil
Författandet av facklitteratur ställer stora krav på enkelhet och förståelighet. Skönlitteratur går till exempel att skriva utifrån vad författaren själv tycker är underhållande, medan facklitteratur syftar till att informera mottagaren. Den potentiella nyttan för läsaren och läsarens förkunskaper är därför grundläggande för effektiv läsning av facklitteratur. Det är också viktigt att med hjälp av argument övertala läsaren att hålla med om de tankar som presenteras, och att då visa upp en balanserad och korrekt bild av verkligheten.
Genrens huvudprincip fastslogs av språkvetaren Gustaf Cederschiöld: "prosans form skall icke överraska". "Normalprosan", fastslog Cederschiöld, "är till för nyttans skull … den är ej till för att bereda estetisk njutning; för normalprosans läsare är innehållet allt, formens största förtjänst är att på bästa möjliga sätt lätta uppfattningen af innehållet; åt formen vill läsaren ej egna en enda tanke; den får alltså icke genom några ovanligheter ådraga sig uppmärksamheten".
Termen "normalprosa" för den facklitterära stilen ersattes av nyordet "sakprosa", som myntades 1938 av den finländske filologiprofessorn Rolf Pipping. I sakprosa, fastslog Pipping, "kommer allt an på sak. Känslouttryck äro principiellt uteslutna". "Det är denna sakliga stilart", skrev Pipping, "som i svensk stilistik vanligen kallas 'normalprosa'".  Trots bytet av terminologi täcker "sakprosa" ungefär samma begrepp som den äldre termen "normalprosa".
Vissa äldre verk har en närmast skönlitterär stil, och det kan ibland vara svårt att veta vad som är fakta, författarens åsikt eller påhitt. Numera anses det opassande att använda många av de existerande litterära greppen inom facklitteratur.

## Historia
De första bevarade texterna (med kilskrift) innehåller facklitteratur, i form av förteckningar över ägodelar och andra ekonomiska spörsmål, juridiska bestämmelser, och historie-översikter, även om skönlitteraturen inte var långt efter. Mycket av den facklitteratur som har producerats sedan dess är av vardaglig art, och är sällan för intresse utom för historiker. Urskiljandet av facklitteratur/sakprosa som genre och stil är yngre än förekomsten av facklitteratur. 
Mängden facklitteratur är antagligen större än mängden skönlitteratur, men eftersom skönlitteratur är skriven för att läsas av en större publik – facklitteratur skrivs oftast för att läsas av en begränsad publik – och eftersom den skrivs för att underhålla, överlever skönlitteraturen längre. Till och med rätt medelmåttig skönlitteratur kan överleva under många hundra år. Den facklitteratur däremot som överlever brukar oftast ses som att den antingen är extremt välskriven eller sammanfattar den tidens idéer på ett perfekt sätt.

## Typer av facklitteratur
- Almanacka
- Brev
- Dagbok
- Diagram
- Dokumentärroman
- Essä
- Filosofi
- Fotografier
- Handbok
- Journalistik
- Kritik
- Lagbok
- Memoar
- Reseskildring
- Självbiografi
- Uppsats
- Uppslagsverk